# Sankt Veit im Pongau
Sankt Veit im Pongau es una localidad del distrito de Sankt Johann im Pongau, en el estado de Salzburgo, Austria, con una población estimada a principio del año 2018 de 3788 habitantes. 
Se encuentra ubicada en el centro del estado, al sur de la ciudad de Salzburgo —la capital del estado— y al norte de la frontera con el estado de Carintia.